# 배트맨과 미스터 프리즈
배트맨과 미스터 프리즈(Batman & Mr. Freeze: SubZero)는 미국에서 제작된 보이드 커클랜드 감독의 1998년 애니메이션 영화이다. 케빈 콘로이 등이 주연으로 출연하였다.

## 출연

### 주연
- 케빈 콘로이
- 마이클 안사라
- 로렌 레스터
- 에프렘 짐발리스트 주니어
- 조지 준드저
- 로버트 코스탠조
- 밥 헤이스팅스
- 메리 케이 버그먼
- 마릴루 헨너
- 딘 존스